# Psorula rufonigra
Psorula rufonigra är en lavart som först beskrevs av Edward Tuckerman, och fick sitt nu gällande namn av Gotthard Schneider. Psorula rufonigra ingår i släktet Psorula, och familjen Psoraceae. Enligt den finländska rödlistan är arten otillräckligt studerad i Finland. Arten är reproducerande i Sverige. Artens livsmiljö är klippor (inklusive flyttblock).